# Tjukttjiejávrrie
Tjukttjiejávrrie är en sjö i Arvidsjaurs kommun i Lappland och ingår i Byskeälvens huvudavrinningsområde. Sjön har en area på 0,206 kvadratkilometer och ligger 441,1 meter över havet.

## Delavrinningsområde
Tjukttjiejávrrie ingår i det delavrinningsområde (729478-165104) som SMHI kallar för Utloppet av Nuortejaure. Medelhöjden är 461 meter över havet och ytan är 9,42 kvadratkilometer. Räknas de 2 avrinningsområdena uppströms in blir den ackumulerade arean 17,97 kvadratkilometer. Nuortejaurbäcken som avvattnar avrinningsområdet har biflödesordning 2, vilket innebär att vattnet flödar genom totalt 2 vattendrag innan det når havet efter 163 kilometer. Avrinningsområdet består mestadels av skog (63 procent) och sankmarker (14 procent). Avrinningsområdet har 2,03 kvadratkilometer vattenytor vilket ger det en sjöprocent på 21,5 procent.